# Десета Варненска въстаническа оперативна зона
Десета Варненска въстаническа оперативна зона е териториална и организационна структура на т. нар. Народоосвободителна въстаническа армия по време на комунистическото съпротивително движение в България през Втората световна война (1941-1944).
Десета Варненска въстаническа оперативна зона на НОВА е създадена през юли 1943 г. по време на нелегална разширена среща на Варненското окръжно ръководство на БРП (к). Зоната е разделена на три военнооперативни района: Варненски, Добруджански и Камчийски. По указание на Ц.К. на БРП (к) и Главния щаб на НОВА е сформиран щабът на зоната:
- Комендант (командир) на въстаническата зона – Ламбо Теолов
- Заместник-командир – Иван Добрев
- Политкомисар – Демир Борачев[3]

В зоната действат един партизански отряд, две чети и бойни групи:
- Приморски партизански отряд „Васил Левски“
- Добруджанска чета „Велико Маринов“
- Добруджанска чета „Дочо Михайлов“[4]
- Добруджанска чета „Димитър Дончев“[5]